# John Storr
Pour les articles homonymes, voir Storr.
John Storr, mort en janvier 1783, est un officier de la Royal Navy. Il sert durant la guerre de Sept Ans, atteignant le rang de Rear admiral of the Red.

## Biographie
John Storr est nommé commander le 3 juillet 1746, puis captain le 1er novembre 1748.
Il reçoit le commandement du Gloucester le 1er novembre 1748 et le conserve jusqu'en 1753. Il est ensuite affecté sur le Saint George, un navire de ligne de deuxième rang portant 90 canons, en janvier 1755, poste qu'il conserve jusqu'à l'année suivante.
En 1757, il prend le commandement du Revenge et le conserve jusqu'en 1760.
À son bord, il participe à la bataille de Carthagène le 28 février 1758 au large du port espagnol de Carthagène, en Méditerranée. Une flotte britannique sous les ordres de l'amiral Osborn, qui bloque la flotte française à l'intérieur du port de Carthagène, attaque et bat une flottille française sous les ordres de Michel-Ange Duquesne de Menneville venue à leur aide. L'interception de la flotte française a pour but de limiter les renforts envoyés au secours de Louisbourg en Amérique du Nord, qui est alors assiégé par les Anglais.
Il participe à la bataille des Cardinaux, le 20 novembre 1759, toujours sur le Revenge. Il fait alors partie de l’escadre rouge, corps central de la flotte, sous le commandement de Edward Hawke, admiral of the Blue arborant sa marque sur le Royal George.
De 1760 à 1762, il commande le Monmouth (en).
John Storr est nommé rear admiral of the White, le 19 mars 1779, puis rear admiral of the Red, le 26 septembre 1780.